# Олимпийский комитет Сент-Китс и Невис
Олимпийский комитет Сент-Китс и Невис (англ. St. Kitts and Nevis Olympic Committee) — организация, представляющая Сент-Китс и Невис в международном олимпийском движении. Основан в 1986 году, зарегистрирован в МОК в 1993 году.
Штаб-квартира расположена в Бастере. Является членом Международного олимпийского комитета, Панамериканской спортивной организации и других международных спортивных организаций. Осуществляет деятельность по развитию спорта в Сент-Китс и Невис.